# Татарка (приток Ангары)
Тата́рка — река в Красноярском крае России, правый приток Ангары.
Длина — 157 км, площадь водосборного бассейна — 1900 км².
Берёт начало к востоку от Татарского хребта, большей частью протекает по территории Мотыгинского района и лишь в устьевой части по границе Мотыгинского и Енисейского районов. Впадает в Ангару в 28 км от её устья.
Основные притоки — Рассоха, Меркуриха 1-я, Моряниха. В устье — посёлок Татарка.
Ширина реки в нижнем течении — 50—60 м, глубина — 1,2 м, дно твёрдое, скорость течения — 0,8 м/с; ширина в устье — 115 м, глубина — 1,0 м. По данным наблюдений с 1958 по 1993 год среднегодовой расход воды в 5 км от устья составляет 21,96 м³/с, максимальный расход приходится на май, минимальный — на февраль:
| Средний расход воды (м³/с) реки Татарка по месяцам с 1958 по 1993 гг. (замеры производились на гидрологическом посту в 5 км от устья) |

## Данные водного реестра
По данным государственного водного реестра России и геоинформационной системы водохозяйственного районирования территории РФ, подготовленной Федеральным агентством водных ресурсов:
- Бассейновый округ — Ангаро-Байкальский
- Речной бассейн — Ангара
- Речной подбассейн — Ангара от створа гидроузла Братского водохранилища до Енисея
- Водохозяйственный участок — Ангара от Богучанского гидроузла до устья, без реки Тасеевой